# Міракерні (Грама Ніладхарі)
Грама Ніладхарі Міракерні (№ 193E) — Грама Ніладхарі підрозділу ОС Еравур-Патту, округ Баттікалоа, Східна провінція, Шрі-Ланка.